# Língua bujara
Bujaro (em persa: بخاری; romaniz.: boxārī; em tajique: бухорӣ; romaniz.: buxorī; nativo: בוכארי; buxori), buhori, bukhari, bukharan ou bukharian é o único dialeto persa falado na Ásia Central pelos judeus bukharan. Assim, um nome mais descritivo para a língua seria judeu-persa ou judeu-tajique.
A língua bujara tem como substrato de base o persa, com muitas palavras de origem hebraica, bem como várias originadas de línguas próximas como usbeque e russo. Mesmo sendo uma líingua bastante antiga, ainda apresenta bastante inteligibilidade mútua com o persa tajique e tem algumas característica similares à língua dzhidi (judeu-persa). O vocabulário mistura palavras do persa tajique, do hebraico, do árabe e do usbeque.
A língua bujara é falada por cerca de 10 000 judeus que ainda vivem no Uzbequistão e áreas próximas, embora a maioria dos falantes viva em outros locais, principalmente em Israel (cerca de 50 mil) e nos Estados Unidos.[carece de fontes?] Em 2017 o bujaro teve mais falantes no borough de Queens, na cidade de Nova Iorque, do que em sua terra natal.
Como a maioria das línguas judaicas, o bujaro usa o alfabeto hebraico.
A rádio Kol Israel (קול ישראל) transmite em bujaro das 12:45 às 13:00 GMT.